# مشت‌ها در جیب
مشت‌ها در جیب (ایتالیایی: I pugni in tasca) یک فیلم درام ایتالیایی به کارگردانی مارکو بلوکیو محصول سال ۱۹۶۵ است. از بازیگران آن لو کاستل، پائولا پیتاگورا و مارینو مازه را می‌توان نام برد.